# Конюнктива
Конюнктивата е лигавицата, която покрива предната част на очната ябълка (без роговицата) и вътрешните повърхнини на клепачите. Нормално тя е прозрачна и гладка, цветът ѝ зависи от подлежащите тъкани.
Дели се на три части:
- Булбова (склерална) конюнктива, която покрива склерата.
- Преходна (форниксова) конюнктива.
- Клепачна конюнктива.

Хистологично конюнктивата е изградена от многослоен плосък невроговяващ епител, преминаващ във форниксовата конюнктива в многореден цилиндричен, богат на жлезисти клетки епител. Тези клетки са отговорни за основната слъзна секреция на окото. Конюнктивата улеснява движенията на очната ябълка и защитава окото от инфекции.